# 屈斜路湖
屈斜路湖（日语：／ Kussharo-ko）是位於日本北海道東部弟子屈町一個天然湖泊，全域被劃入阿寒摩周國立公園。為日本最大，世界第二大的破火山口湖。過去曾經以水怪庫希而聞名。

## 地理

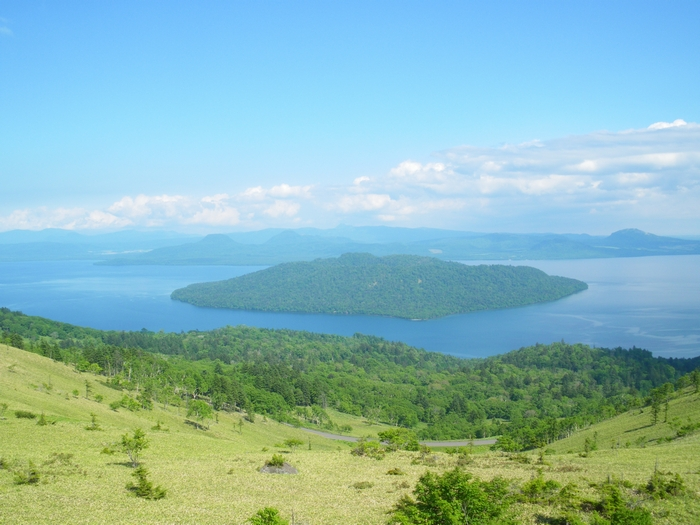
湖中島

屈斜路湖是日本面積第六大湖泊，平均水深為28.4米，位於破火山口屈斜路破火山口內，週圍被藻琴山、サマッカリヌプリ等山峰環繞，東西寬約29公里，南北長約20公里，是日本最大的火山口湖，也是世界第二大的火山口湖。雖然屈斜路湖屬於水深較淺的火山口湖，但東南部的舊噴火口一帶的最深處水深接近120米。
附近有多條小河川流入，南端則有釧路川流出。但自河川流入的水量只佔全湖水量的約20%，其餘的水量都是從地下經湖底流入。湖中央有一座名為中島的島嶼，面積為面積5.7平方公里，周長12公里，是日本最大的湖中島。中島本身是一座自體二重式火山，中央的熔岩圓頂丘是中島的最高點，高355米。
南岸有一個名為和琴半島的半島。和中島相同，和琴半島在昔日也曾是因火山形成的湖中島嶼，後隨著尾札部川的沖積平原的擴大，產生了沙洲並和陸地相連成為陸連島。

## 歷史
屈斜路湖週邊自100萬年以前開始就有火山活動，北側的藻琴山就是當年火山活動產生的山峰。約34萬年前火山開始噴發，約12萬年前出現了最大規模的噴發，當時火山噴發出的火山灰幾乎覆蓋了札幌以東的北海道地區。屈斜路湖約在3萬年前形成，此後也沒有再發生足以形成破火山口的大規模噴發。
初期的屈斜路湖的面積大約比現在大一倍，湖的形狀幾乎是圓形。然而在3萬年前，由於附近的硫磺山等熔岩圓頂丘群噴發，使得屈斜路湖東南部分成為陸地，形成現在近似豆粒的形狀。
在江戶時代的地圖及探險資料中，屈斜路湖被記載為（kusuri-to），在愛努語中是溫泉、藥之湖之意。之後由於釧路川源頭附近有一個名為的村莊（來自阿伊努語kut-car或kut-caro，意為「出口」），名稱遂改為現在使用的「屈斜路湖」。

## 生態
屈斜路湖由於東北部有來自硫黃山和川湯溫泉帶有強酸性（pH值大約是2）的溫泉水流入，因此屈斜路湖湖水的pH值大約是5，是一座酸性湖，並不適宜魚類生存。
過去屈斜路湖內也曾經有過豐富的魚類棲息。在江戶時代末期的1858年（安政5年），松浦武四郎經過此地時，湖內曾有遠東哲羅魚、珠星三塊魚、紅鱒魚等魚類。在1917年（大正6年）的調查中，湖中除了有遠東哲羅魚、珠星三塊魚、遠東紅點鮭、櫻鱒、杜父魚、三刺魚生存之外，還有從海中逆流而來的大麻哈魚。除了魚類，水中也有眾多植物浮游生物、苦草和眼子菜等水草生存。難以想像是個屈斜路湖酸性湖。
湖中生態的情況在1929年（昭和4年）時發生變化。在這一年，許多魚類都消失或只出現在小部分範圍，水草也變得十分少見。湖水表面的pH值變為4.9至5.1，呈現酸性。此後雖曾有一段時期酸性度減弱，魚類數量也有恢復。但在1938年（昭和13年）5月屈斜路地震後，因湖底噴出硫酸塩，湖水的pH值變至約為4，導致湖中魚類幾乎全部死亡。受此影響，屈斜路湖現在也沒有漁業權。
近年來湖水的酸性度有所降低，放流的虹鱒魚可以生存。
另外，和琴半島是晝鳴蟬的最北棲息地。1951年，「和琴晝鳴蟬發生地」被指定為日本的國家天然記念物。
也有一些大天鵝飛至屈斜路湖，在此棲息。

## 傳說
在愛努族的傳說，古代的英雄曾抓到巨大的遠東紅點鮭並將其綁在山上，而暴躁的鮭魚因此擊碎了山峰，形成了湖中的中島。
在昭和50年代（1975年到1985年頃）時，曾有多人在湖面上目擊到巨大物體游泳並在湖面掀起波浪，開始有屈斜路湖內存有巨大的不明生物的流言，並被電視專題報導。這一生物被命名為庫希。然而，由於屈斜路湖湖水酸性極強，一般認為這裡很難有大型水生生物存在。

## 溫泉
由於屈斜路湖位於火山地帶，附近有眾多火山和溫泉。在東側湖岸直接在湖畔挖掘地面即會湧出溫泉，因此得到「砂湯」的地名，也成為著名的旅遊點。另外受火山活動的影響，自屈斜路湖的湖底也有溫泉噴出。
屈斜路湖湖岸附近的主要溫泉包括仁伏溫泉、和琴溫泉、三香溫泉、コタン温泉池之湯溫泉和砂湯溫泉，在湖東約5公里處還有川湯溫泉。

## 屈斜路湖風光

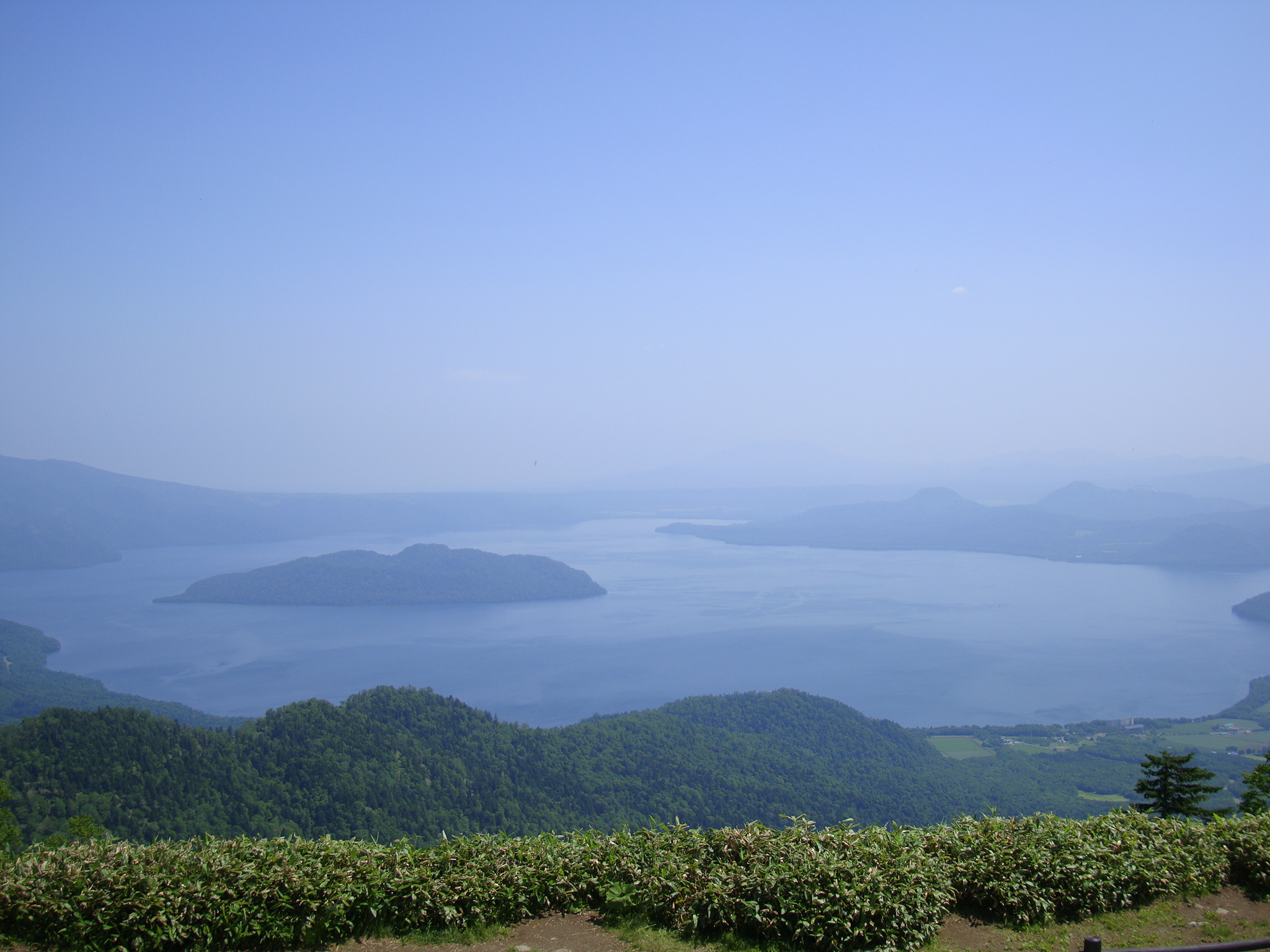
自津別峠看到的景色
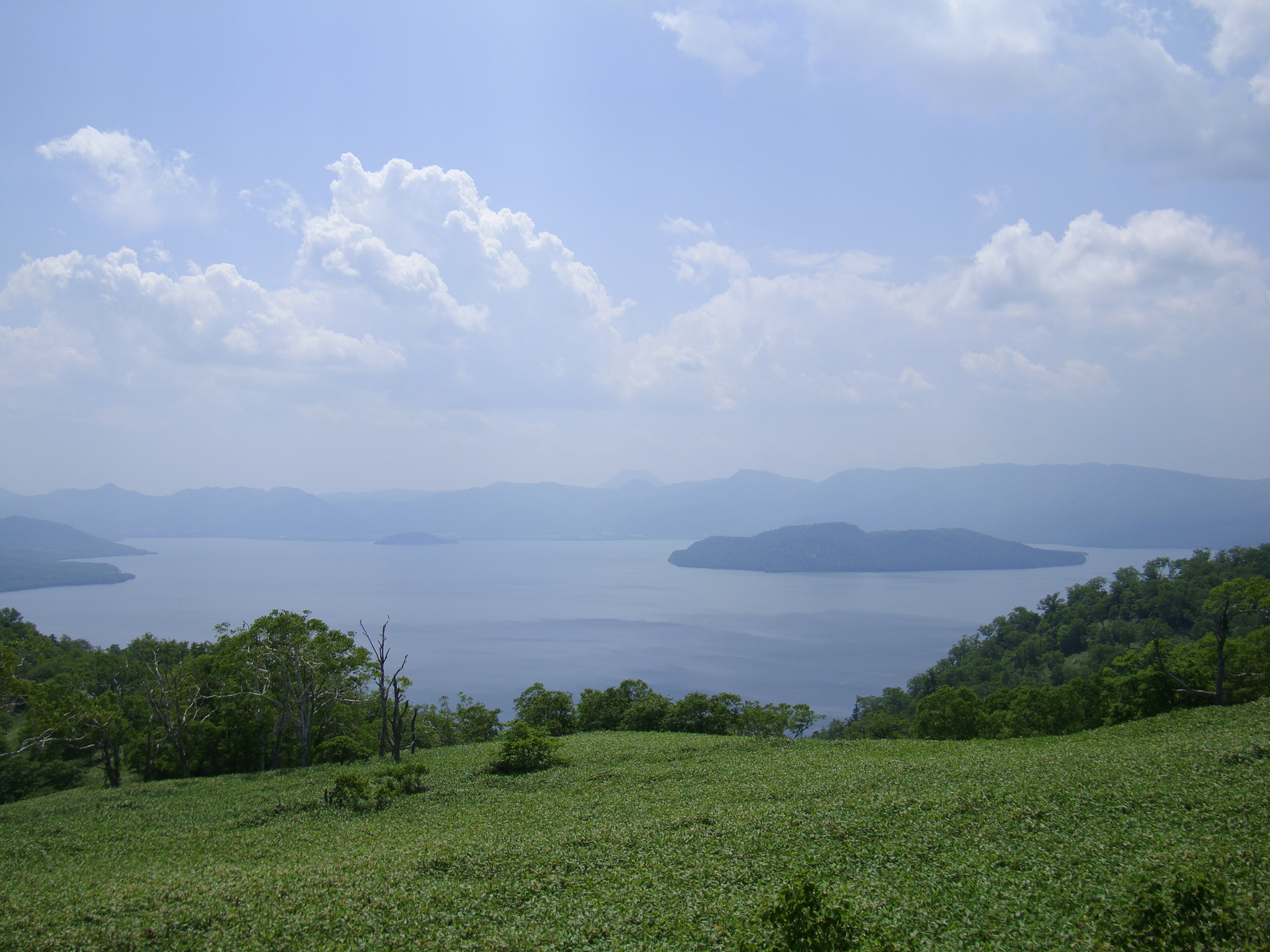
自北海道道102号停車公園看到的景色
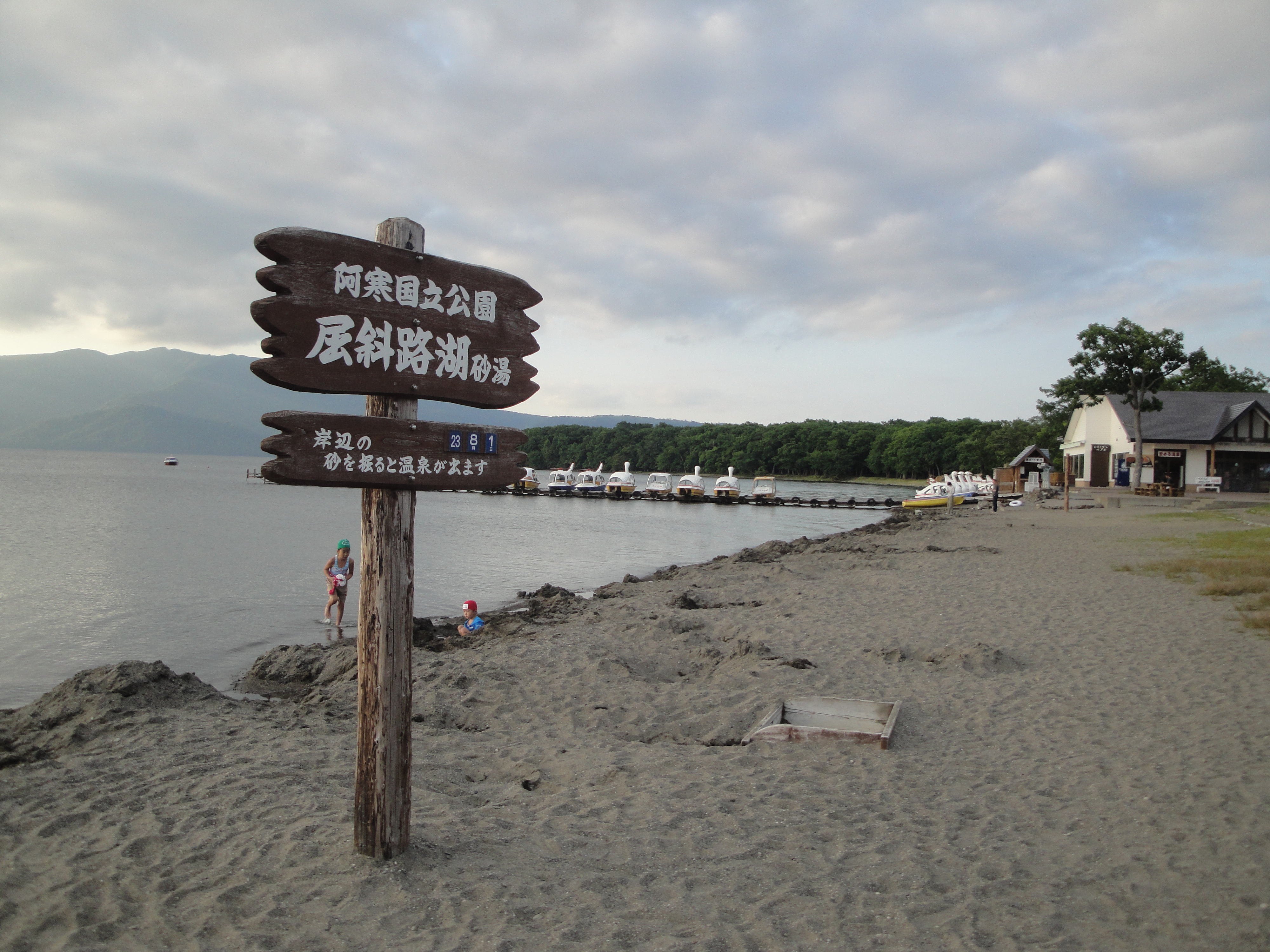
湖畔的砂湯溫泉
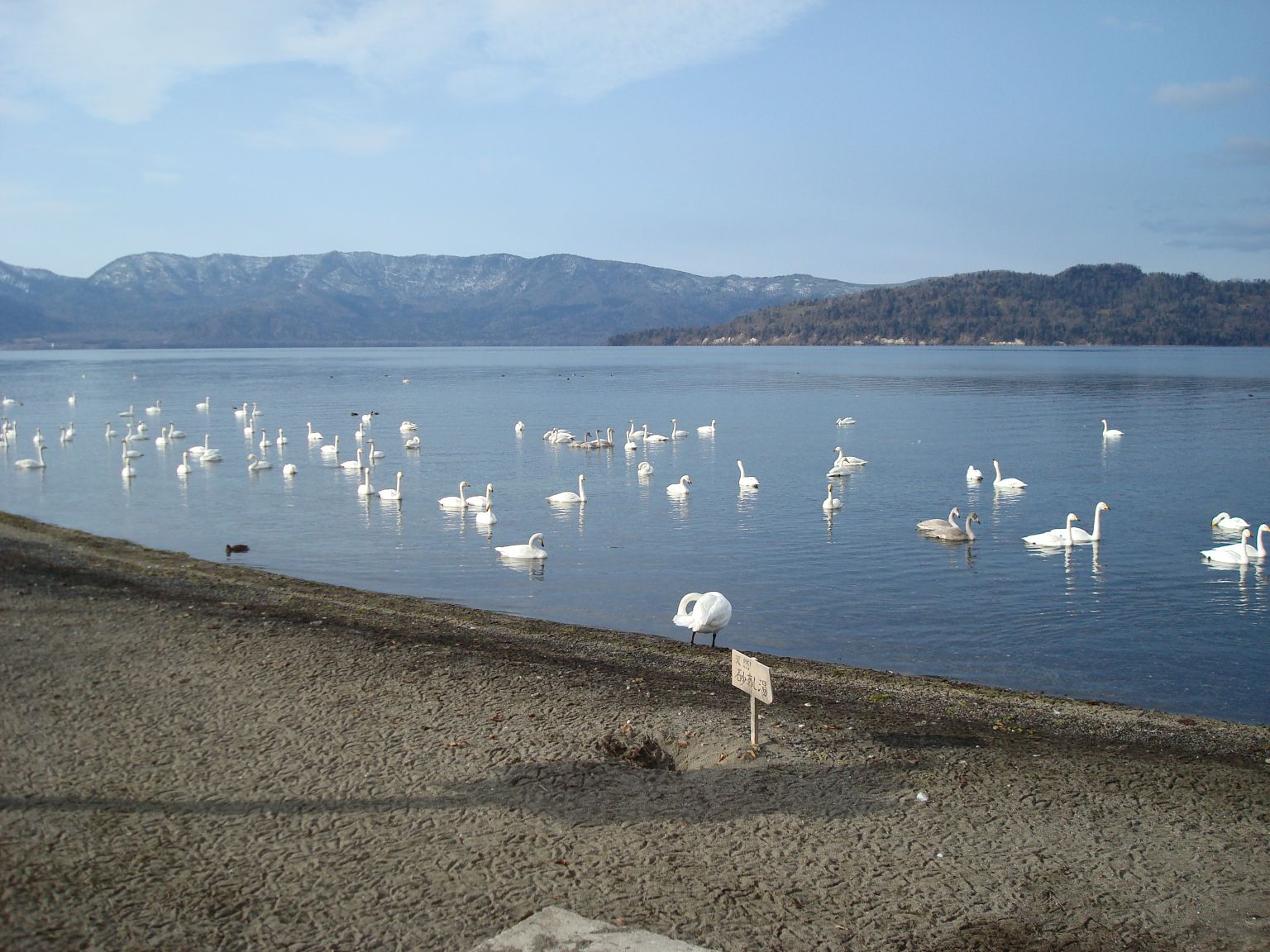
砂湯付近的天鵝
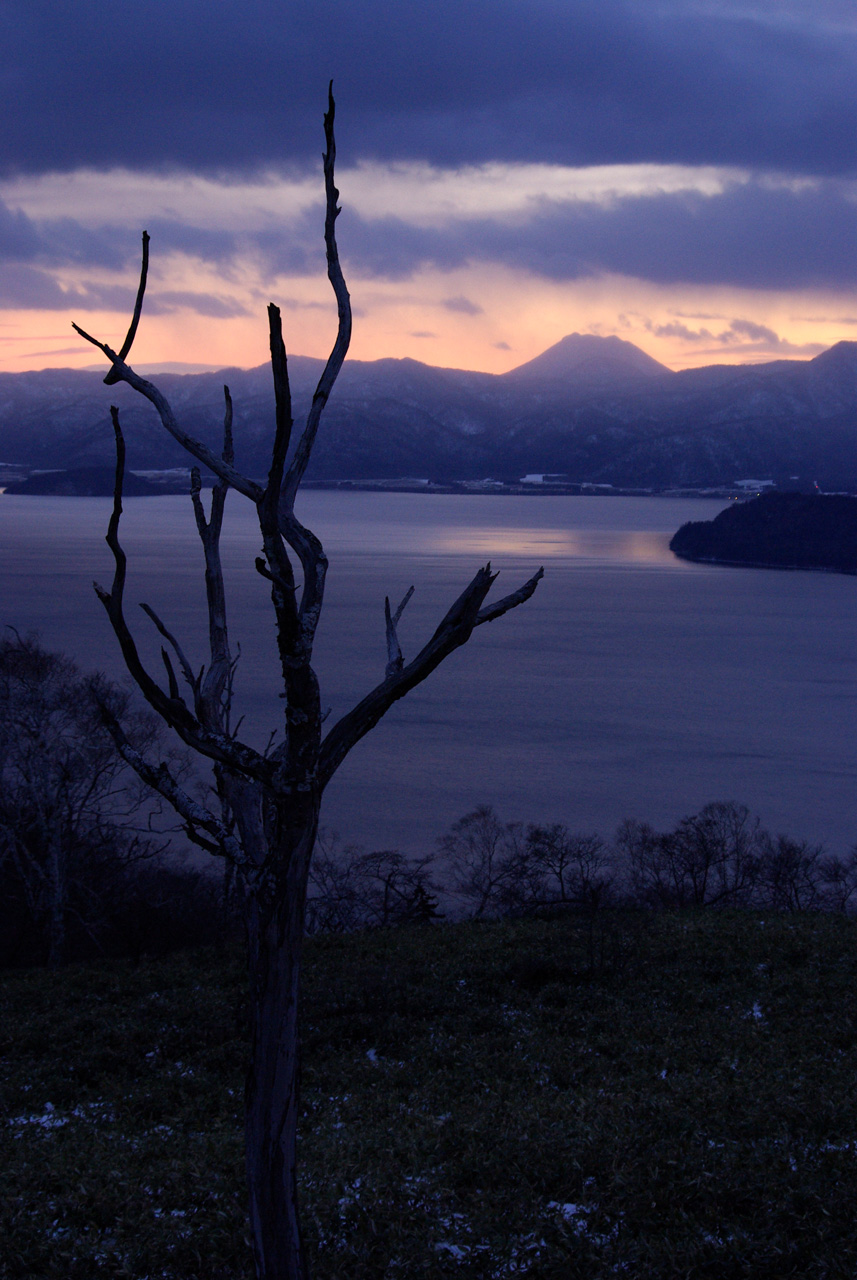
自小清水峠看到的12月末的屈斜路湖的黎明
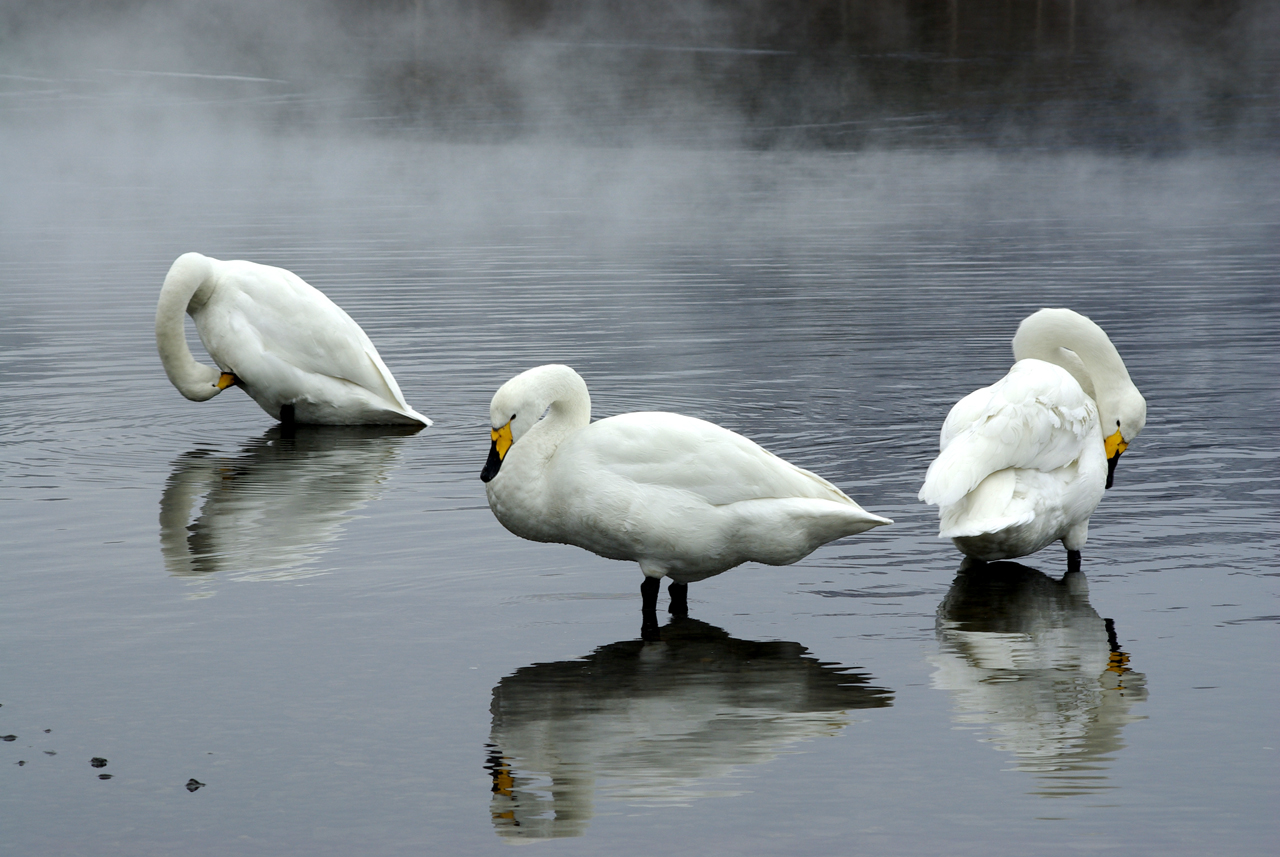
12月末，在砂湯飲水的大天鵝

## 外部連結
- 日本の第四紀火山『屈斜路カルデラ』 - 產業技術總合研究所 地質調査總合中心
- 弟子屈なび （页面存档备份，存于） - 一般社団法人摩周湖観光協会